# Shichigahama (Miyagi)
Shichigahama (七ヶ浜町 Shichigahama-machi?) es un pueblo localizado en la prefectura de Miyagi, Japón. En octubre de 2018 tenía una población de 18.215 habitantes y una densidad de población de 1.381 personas por km². Su área total es de 13,19 km².

## Geografía

### Municipios circundantes
- Prefectura de Miyagi
  - Sendai
  - Tagajō
  - Shiogama

## Demografía
Según datos del censo japonés, la población de Shichigahama ha disminuido en los últimos años.
| Año del censo | Población |
| ------------- | --------- |
| 1995          | 20.668    |
| 2000          | 21.131    |
| 2005          | 21.068    |
| 2010          | 20.416    |
| 2015          | 18.652    |